# Viimeinen kesä
Viimeinen kesä (Sista sommaren) är en finländsk bilderbok, som publicerades på finska 1985. Den innehåller färgbilder av den tyska fotografen Hans Wagner från Finland sommaren 1939. Titeln på boken syftar på sommaren 1939 såsom den sista sommaren före de tunga krigsåren under andra världskriget.
I Helsingfors planerades 1939 för olympiska sommarspel i Helsingfors 1940. För att göra landet känt före spelen, beslöt Turistföreningen i Finland att bjuda in Hans Wagner på en rundtur i Finland med syftet att publicera en fotobok före de olympiska spelen. Hans Wagner var en pionjär beträffande färgbilder, vilka denna tid fortfarande var mycket sällsynta i Finland och världen i övrigt. 
På grund av andra världskrigets utbrott i september 1939 avbröts planeringen av de olympiska spelen 1940, och projektet att publicera boken avbröts. Wagner slutförde ändå 1941 sitt uppdrag, med 40 bilder och bildtexter, men någon bok gavs inte ut. Bilderna upptäcktes långt senare och publicerades slutligen i bokform 1985 i Finland.
I Viimeinen kesä finns  uppemot tvåhundra unika färgfotografier från Finland, illustrerande den finska miljön och livsstilen, så som den tedde sig sommaren 1939. Eila Pennanen har skrivit ett tolvsidigt förord, i vilket hon beskriver förhållandena i Finland i slutet av 1930-talet.

## Wagners resa i Finland
Hans Wagner åkte runt i Finland i egen bil under en månads tid, med fotografen Päivi Kosonen som följeslagare. Kosonen hade tidigare varit elev till Wagner under en färgfotokurs i Tyskland. Under resan testade Wagner att ta diabilder i färg. 
Wagner började sin tur i Helsingfors, dit han kom med båt den 24 juni. Därifrån gick resan längs Finska viken och på Karelska näset. Från Nyslott reste Wagner med båt till Kuopio och därifrån med bil via Norra Karelen och Kajanaland till Uleåborg. Därifrån fortsatte resan via Rovaniemi till Petsamo längst i norr. På tillbakavägen till Helsingfors besökte Wagner Mellersta Finland och Tavastland. På återresan till Tyskland var han också i Åbo, Åland och Sverige. 

### Reserutt
Helsingfors - Borgå - Kotka - Fredrikshamn - Viborg - Villmanstrand - Imatra - Valamo - Sordavala - Punkaharju - Nyslott - Varkaus - Kuopio - Joensuu - Kajana - Uleåborg - Rovaniemi - Enare - Petsamo - Rovaniemi - Kemi - Uleåborg - Jyväskylä - Tammerfors - Tavastehus - Lahtis - Helsingfors - Åbo - Åland.